# NGC 978
NGC 978 is een elliptisch sterrenstelsel in het sterrenbeeld Driehoek. Het hemelobject werd op 22 november 1827 ontdekt door de Britse astronoom John Herschel. Het hemelobject ligt in de buurt van NGC 978B.

## Synoniemen
- PGC 9821
- UGC 2057
- MCG 5-7-16
- ZWG 505.18
- KCPG 71A